# Igor Jelić
Igor Jelić (Kirin Serbia: Игор Јелић; sinh ngày 28 tháng 12 năm 1989) là một tiền vệ bóng đá người Serbia.
Sau khi thi đấu với Bežanija ở Serbian First League, trong kỳ nghỉ đông mùa giải 2014–15 anh chuyển đến đội bóng tại Serbian SuperLiga FK Donji Srem.

## Vụ kiện củaFIFAvớiCâu lạc bộ bóng đá Đông Á Thanh Hóa
Theo một tài liệu mà FIFA đăng tải trên hệ thống, CLB Thanh Hóa có một vụ tranh chấp với cầu thủ người Serbia vào tháng 9/2022. Theo quyết định của Phòng Giải quyết Tranh chấp FIFA, đội bóng xứ Thanh phải trả 162.000 USD và lãi suất.
Theo tìm hiểu của Zing News, Igor Jelic đã nhận về khoảng 170.000 USD (khoảng 4 tỷ đồng) tiền lương và khoản đền bù do CLB Thanh Hóa chi trả. Trong đó, 105.000 USD là tiền CLB Thanh Hóa vi phạm, đơn phương chấm dứt hợp đồng, phần còn lại chủ yếu là lương tháng và lãi suất 5% theo quy định.
Ngoài ra, CLB Thanh Hóa còn đang nợ Jelic khoảng 15.000 USD chi phí phẫu thuật và hậu phẫu trong thời gian chấn thương khi đang thuộc biên chế. Anh chưa thi đấu trận nào cho CLB chủ quản nhưng vẫn lãnh được số tiền mà họ vi phạm.
Trung vệ sinh năm 1989 gia nhập CLB Thanh Hóa từ tháng 9/2021 để tập luyện. Sau đó, anh được đăng ký thi đấu cho mùa giải 2022. Tuy nhiên vì chấn thương ở cổ chân phải, cầu thủ người Serbia không thể thi đấu ngay và bị thanh lý.
Trước đó, Jelic khoác áo CLB Đà Nẵng rồi Sông Lam Nghệ An ở mùa giải 2021. Anh sở hữu chiều cao 1,92 m và có khả năng không chiến tốt. Cầu thủ 34 tuổi đã ghi 2 bàn cho đội bóng sông Hàn. Anh cho biết muốn trở lại Việt Nam thi đấu.

## Danh hiệu
Zestafoni
- Siêu cúp bóng đá Gruzia: 2012[4]